# Javier del Amor
Javier del Amor Cueto (Sant Sadurní d'Anoia, 6 augustus 1976) is een Spaans motorcoureur.

## Carrière
Del Amor reed tussen 1998 en 2000 in de 250 cc-klasse van het Spaans kampioenschap wegrace, waarin hij respectievelijk op de plaatsen 22, 14 en 11 in het klassement eindigde. In 2001 stapte hij over naar het Spaans kampioenschap Supersport, waar hij twaalfde werd met 30 punten. In 2002 won hij vier races en werd hij gekroond tot kampioen in de klasse. Vervolgens stapte hij binnen het Spaans kampioenschap wegrace over naar de Fórmula Extreme-klasse, waarin hij negende werd met twee podiumfinishes. In 2004 werd hij vijfde met twee podiumplaatsen, voordat hij in 2005 zijn eerste zege behaalde. Dat jaar werd hij achter José David de Gea tweede in de eindstand.
In 2006 won Del Amor een race in de Fórmula Extreme en werd met 85 punten derde in het klassement. Dat jaar maakte hij tevens zijn debuut in het wereldkampioenschap superbike op een Honda als wildcardcoureur tijdens het weekend in Valencia, maar hij startte geen van beide races. In 2007 werd hij derde in de Fórmula Extreme met vijf podiumplaatsen. In 2008 stond hij wederom vijf keer op het podium, maar ditmaal werd hij tweede in de eindstand achter Carmelo Morales. In 2009 stond hij twee keer op het podium en werd hij vijfde in het kampioenschap.
In 2010 stapte Del Amor over naar het Spaans kampioenschap Superstock. Hij won een race op het Circuit Ricardo Tormo Valencia en stond in drie andere races op het podium. Met 85 punten werd hij achter Javier Forés en Santiago Barragán derde in de rangschikking. In 2011 behaalde hij vier podiumplaatsen en werd hij met 93 punten derde achter Iván Silva en Barragán. In 2012 stond hij op het podium op het Motorland Aragón en het Circuit de Barcelona-Catalunya, waardoor hij met 53 punten zesde werd in de eindstand.
In 2013 debuteerde Del Amor in de MotoGP-klasse van het wereldkampioenschap wegrace op een FTR in de Grand Prix van Catalonië bij het team Avintia Racing als vervanger van de geblesseerde Hiroshi Aoyama. Hij was dat weekend aanwezig op het circuit als toeschouwer, maar nadat teambaas Raúl Romero hem in de paddock zag lopen vroeg hij of hij in kon vallen voor Aoyama, aangezien de vaste testrijder Iván Silva ook geblesseerd was. Del Amor kwalificeerde zich weliswaar als laatste voor de race, maar als gevolg van een groot aantal uitvalbeurten eindigde hij als vijftiende en scoorde hij een kampioenschapspunt. Sindsdien heeft Del Amor deelgenomen aan het Spaans kampioenschap wegrace, waarin hij in 2016 kampioen werd in de Superstock-klasse.